# Steffen Baumann
Steffen Baumann (* 21. Februar 1971 in Weinheim) ist ein deutscher Techno/House-DJ.
Steffen Baumann machte zunächst eine Banklehre und war danach in Event- und Werbeagenturen tätig und begann Aufzulegen. Seit 1997 wohnt er in Mannheim-Wallstadt. Seit 2004 ist er im Existenzgründerzentrum Musikpark Mannheim tätig, zunächst als Marketing-Leiter, dann als Zentrumsleiter.
Seit 2007 legt er sonntags eine Stunde elektronische Tanzmusik bei Sunshine live in der Sendung Sixty Sessions auf. 2010 und 2011 hatte er eine Residency im Space auf Ibiza.
Zu seinen bedeutendsten DJ-Auftritten gehören das Time Warp Festival (mehrmals) und Nature One.